# 2024-es Formula–1 magyar nagydíj
A magyar nagydíj a 2024-es Formula–1 világbajnokság tizenharmadik futama volt, amelyet 2024. július 19. és július 21. között rendeztek meg. A 39. magyar nagydíj helyszíne a mogyoródi Hungaroring.

## Választható keverékek
| Abroncs              | Friss | Használt |
| -------------------- | ----- | -------- |
| Kemény keverék (C3)  |       |          |
| Közepes keverék (C4) |       |          |
| Lágy keverék (C5)    |       |          |
| Átmeneti esőgumi (I) |       |          |
| Teljes esőgumi (W)   |       |          |

## Szabadedzések

### Első szabadedzés
A magyar nagydíj első szabadedzését július 19-én, péntek délután tartották, magyar idő szerint 13:30-tól.
| helyezés | versenyző        | csapat/motor                 | elért idő | különbség | futott kör |
| -------- | ---------------- | ---------------------------- | --------- | --------- | ---------- |
| 1        | Carlos Sainz Jr. | Ferrari                      | 1:18,713  |           | 27         |
| 2        | Max Verstappen   | Red Bull Racing-Honda RBPT   | 1:18,989  | +0,276    | 20         |
| 3        | Charles Leclerc  | Ferrari                      | 1:19,011  | +0,298    | 29         |
| 4        | George Russell   | Mercedes                     | 1:19,137  | +0,424    | 28         |
| 5        | Csou Kuan-jü     | Kick Sauber-Ferrari          | 1:19,180  | +0,467    | 24         |
| 6        | Lando Norris     | McLaren-Mercedes             | 1:19,211  | +0,498    | 26         |
| 7        | Oscar Piastri    | McLaren-Mercedes             | 1:19,249  | +0,536    | 26         |
| 8        | Cunoda Júki      | RB-Honda RBPT                | 1:19,260  | +0,547    | 26         |
| 9        | Lance Stroll     | Aston Martin Aramco-Mercedes | 1:19,265  | +0,552    | 25         |
| 10       | Lewis Hamilton   | Mercedes                     | 1:19,287  | +0,574    | 29         |
| 11       | Sergio Pérez     | Red Bull Racing-Honda RBPT   | 1:19,440  | +0,727    | 22         |
| 12       | Daniel Ricciardo | RB-Honda RBPT                | 1:19,578  | +0,865    | 27         |
| 13       | Fernando Alonso  | Aston Martin Aramco-Mercedes | 1:19,686  | +0,973    | 24         |
| 14       | Alexander Albon  | Williams-Mercedes            | 1:19,794  | +1,081    | 22         |
| 15       | Valtteri Bottas  | Kick Sauber-Ferrari          | 1:19,804  | +1,091    | 28         |
| 16       | Logan Sargeant   | Williams-Mercedes            | 1:19,885  | +1,172    | 26         |
| 17       | Pierre Gasly     | Alpine-Renault               | 1:19,976  | +1,263    | 26         |
| 18       | Esteban Ocon     | Alpine-Renault               | 1:20,023  | +1,310    | 26         |
| 19       | Kevin Magnussen  | Haas-Ferrari                 | 1:20,295  | +1,582    | 27         |
| 20       | Oliver Bearman   | Haas-Ferrari                 | 1:20,371  | +1,658    | 27         |

### Második szabadedzés
A magyar nagydíj második szabadedzését július 19-én, péntek délután tartották, magyar idő szerint 17:00-tól.
| helyezés | versenyző        | csapat/motor                 | elért idő | különbség | futott kör |
| -------- | ---------------- | ---------------------------- | --------- | --------- | ---------- |
| 1        | Lando Norris     | McLaren-Mercedes             | 1:17,788  |           | 24         |
| 2        | Max Verstappen   | Red Bull Racing-Honda RBPT   | 1:18,031  | +0,243    | 20         |
| 3        | Carlos Sainz Jr. | Ferrari                      | 1:18,185  | +0,397    | 23         |
| 4        | Sergio Pérez     | Red Bull Racing-Honda RBPT   | 1:18,255  | +0,467    | 23         |
| 5        | George Russell   | Mercedes                     | 1:18,294  | +0,506    | 20         |
| 6        | Kevin Magnussen  | Haas-Ferrari                 | 1:18,315  | +0,527    | 24         |
| 7        | Lewis Hamilton   | Mercedes                     | 1:18,363  | +0,575    | 20         |
| 8        | Daniel Ricciardo | RB-Honda RBPT                | 1:18,371  | +0,583    | 20         |
| 9        | Alexander Albon  | Williams-Mercedes            | 1:18,514  | +0,726    | 22         |
| 10       | Fernando Alonso  | Aston Martin Aramco-Mercedes | 1:18,519  | +0,731    | 23         |
| 11       | Valtteri Bottas  | Kick Sauber-Ferrari          | 1:18,586  | +0,798    | 25         |
| 12       | Logan Sargeant   | Williams-Mercedes            | 1:18,611  | +0,823    | 21         |
| 13       | Oscar Piastri    | McLaren-Mercedes             | 1:18,618  | +0,830    | 21         |
| 14       | Esteban Ocon     | Alpine-Renault               | 1:18,754  | +0,966    | 25         |
| 15       | Nico Hülkenberg  | Haas-Ferrari                 | 1:18,791  | +1,003    | 25         |
| 16       | Pierre Gasly     | Alpine-Renault               | 1:18,888  | +1,100    | 24         |
| 17       | Lance Stroll     | Aston Martin Aramco-Mercedes | 1:19,179  | +1,391    | 25         |
| 18       | Charles Leclerc  | Ferrari                      | 1:19,286  | +1,498    | 8          |
| 19       | Cunoda Júki      | RB-Honda RBPT                | 1:19,606  | +1,818    | 13         |
| 20       | Csou Kuan-jü     | Kick Sauber-Ferrari          | 1:20,067  | +2,279    | 25         |

### Harmadik szabadedzés
A magyar nagydíj harmadik szabadedzését július 20-án, szombat délután tartották, magyar idő szerint 12:00-tól.
| helyezés | versenyző        | csapat/motor                 | elért idő | különbség | futott kör |
| -------- | ---------------- | ---------------------------- | --------- | --------- | ---------- |
| 1        | Lando Norris     | McLaren-Mercedes             | 1:16,098  |           | 17         |
| 2        | Oscar Piastri    | McLaren-Mercedes             | 1:16,142  | +0,044    | 17         |
| 3        | Max Verstappen   | Red Bull Racing-Honda RBPT   | 1:16,379  | +0,281    | 27         |
| 4        | George Russell   | Mercedes                     | 1:16,564  | +0,466    | 15         |
| 5        | Carlos Sainz Jr. | Ferrari                      | 1:16,639  | +0,541    | 16         |
| 6        | Daniel Ricciardo | RB-Honda RBPT                | 1:16,652  | +0,554    | 15         |
| 7        | Alexander Albon  | Williams-Mercedes            | 1:16,661  | +0,563    | 16         |
| 8        | Nico Hülkenberg  | Haas-Ferrari                 | 1:16,696  | +0,598    | 15         |
| 9        | Cunoda Júki      | RB-Honda RBPT                | 1:16,744  | +0,646    | 16         |
| 10       | Lewis Hamilton   | Mercedes                     | 1:16,786  | +0,688    | 14         |
| 11       | Charles Leclerc  | Ferrari                      | 1:16,803  | +0,705    | 17         |
| 12       | Valtteri Bottas  | Kick Sauber-Ferrari          | 1:16,804  | +0,706    | 20         |
| 13       | Sergio Pérez     | Red Bull Racing-Honda RBPT   | 1:16,954  | +0,856    | 25         |
| 14       | Fernando Alonso  | Aston Martin Aramco-Mercedes | 1:17,001  | +0,903    | 21         |
| 15       | Lance Stroll     | Aston Martin Aramco-Mercedes | 1:17,085  | +0,987    | 22         |
| 16       | Logan Sargeant   | Williams-Mercedes            | 1:17,168  | +1,070    | 15         |
| 17       | Csou Kuan-jü     | Kick Sauber-Ferrari          | 1:17,291  | +1,193    | 15         |
| 18       | Pierre Gasly     | Alpine-Renault               | 1:17,499  | +1,401    | 15         |
| 19       | Kevin Magnussen  | Haas-Ferrari                 | 1:17,507  | +1,409    | 17         |
| 20       | Esteban Ocon     | Alpine-Renault               | 1:17,575  | +1,477    | 16         |

## Időmérő edzés
A magyar nagydíj időmérő edzését július 20-án, szombat délután tartották, magyar idő szerint 16:00-tól.
| helyezés | rajtszám | versenyző        | csapat/motor                 | 1. rész  | 2. rész  | 3. rész  | rajthely | futott kör |
| -------- | -------- | ---------------- | ---------------------------- | -------- | -------- | -------- | -------- | ---------- |
| 1        | 4        | Lando Norris     | McLaren-Mercedes             | 1:17,755 | 1:15,540 | 1:15,227 | 1        | 22         |
| 2        | 81       | Oscar Piastri    | McLaren-Mercedes             | 1:17,504 | 1:15,785 | 1:15.249 | 2        | 21         |
| 3        | 1        | Max Verstappen   | Red Bull Racing-Honda RBPT   | 1:17,087 | 1:15,770 | 1:15,273 | 3        | 21         |
| 4        | 55       | Carlos Sainz Jr. | Ferrari                      | 1:17,244 | 1:15,885 | 1:15,696 | 4        | 26         |
| 5        | 44       | Lewis Hamilton   | Mercedes                     | 1:17,087 | 1:16,307 | 1:15,854 | 5        | 24         |
| 6        | 16       | Charles Leclerc  | Ferrari                      | 1:17,437 | 1:15,891 | 1:15,905 | 6        | 22         |
| 7        | 14       | Fernando Alonso  | Aston Martin Aramco-Mercedes | 1:17,624 | 1:16,117 | 1:16,043 | 7        | 22         |
| 8        | 18       | Lance Stroll     | Aston Martin Aramco-Mercedes | 1:17,405 | 1:16,075 | 1:16,244 | 8        | 18         |
| 9        | 3        | Daniel Ricciardo | RB-Honda RBPT                | 1:17,050 | 1:16,202 | 1:16,447 | 9        | 20         |
| 10       | 22       | Cunoda Júki      | RB-Honda RBPT                | 1:17,436 | 1:16,121 | 1:16,477 | 10       | 20         |
| 11       | 27       | Nico Hülkenberg  | Haas-Ferrari                 | 1:17,362 | 1:16,317 |          | 11       | 16         |
| 12       | 77       | Valtteri Bottas  | Kick Sauber-Ferrari          | 1:17,487 | 1:16,384 |          | 12       | 19         |
| 13       | 23       | Alexander Albon  | Williams-Mercedes            | 1:17,280 | 1:16,429 |          | 13       | 16         |
| 14       | 2        | Logan Sargeant   | Williams-Mercedes            | 1:17,770 | 1:16,543 |          | 14       | 13         |
| 15       | 20       | Kevin Magnussen  | Haas-Ferrari                 | 1:17,851 | 1:16,548 |          | 15       | 15         |
| 16       | 11       | Sergio Pérez     | Red Bull Racing-Honda RBPT   | 1:17,886 |          |          | 16       | 6          |
| 17       | 63       | George Russell   | Mercedes                     | 1:17,968 |          |          | 17       | 9          |
| 18       | 24       | Csou Kuan-jü     | Kick Sauber-Ferrari          | 1:18,037 |          |          | 18       | 12         |
| 19       | 31       | Esteban Ocon     | Alpine-Renault               | 1:18,049 |          |          | 19       | 6          |
| 20       | 10       | Pierre Gasly     | Alpine-Renault               | 1:18,166 |          |          | 20       | 6          |

## Futam
A magyar nagydíj futamát július 21-én, vasárnap délután tartották, magyar idő szerint 15:00-tól.
| helyezés | rajtszám | versenyző        | csapat/motor                 | futott kör | idő/kiesés oka | rajthely | pont |
| -------- | -------- | ---------------- | ---------------------------- | ---------- | -------------- | -------- | ---- |
| 1        | 81       | Oscar Piastri    | McLaren-Mercedes             | 70         | 1:38:01,989    | 2        | 25   |
| 2        | 4        | Lando Norris     | McLaren-Mercedes             | 70         | +2,141         | 1        | 18   |
| 3        | 44       | Lewis Hamilton   | Mercedes                     | 70         | +14,880        | 5        | 15   |
| 4        | 16       | Charles Leclerc  | Ferrari                      | 70         | +19,686        | 6        | 12   |
| 5        | 1        | Max Verstappen   | Red Bull Racing-Honda RBPT   | 70         | +21,349        | 3        | 10   |
| 6        | 55       | Carlos Sainz Jr. | Ferrari                      | 70         | +23,073        | 4        | 8    |
| 7        | 11       | Sergio Pérez     | Red Bull Racing-Honda RBPT   | 70         | +39,792        | 16       | 6    |
| 8        | 63       | George Russell   | Mercedes                     | 70         | +42,368        | 17       | 5    |
| 9        | 22       | Cunoda Júki      | RB-Honda RBPT                | 70         | +1:17,259      | 10       | 2    |
| 10       | 18       | Lance Stroll     | Aston Martin Aramco-Mercedes | 70         | +1:17,976      | 8        | 1    |
| 11       | 14       | Fernando Alonso  | Aston Martin Aramco-Mercedes | 70         | +1:22,460      | 7        |      |
| 12       | 3        | Daniel Ricciardo | RB-Honda RBPT                | 69         | +1 kör         | 9        |      |
| 13       | 27       | Nico Hülkenberg  | Haas-Ferrari                 | 69         | +1 kör         | 11       |      |
| 14       | 23       | Alexander Albon  | Williams-Mercedes            | 69         | +1 kör         | 13       |      |
| 15       | 20       | Kevin Magnussen  | Haas-Ferrari                 | 69         | +1 kör         | 15       |      |
| 16       | 77       | Valtteri Bottas  | Kick Sauber-Ferrari          | 69         | +1 kör         | 12       |      |
| 17       | 2        | Logan Sargeant   | Williams-Mercedes            | 69         | +1 kör         | 14       |      |
| 18       | 31       | Esteban Ocon     | Alpine-Renault               | 69         | +1 kör         | 19       |      |
| 19       | 24       | Csou Kuan-jü     | Kick Sauber-Ferrari          | 69         | +1 kör         | 18       |      |
| Ki       | 10       | Pierre Gasly     | Alpine-Renault               | 33         | hidraulika     | box      |      |

## A világbajnokság állása a verseny után
| H   | Versenyzők       | Pont | H   | Konstruktőrök                | Pont |
| --- | ---------------- | ---- | --- | ---------------------------- | ---- |
| 1.  | Max Verstappen   | 265  | 1.  | Red Bull Racing-Honda RBPT   | 389  |
| 2.  | Lando Norris     | 189  | 2.  | McLaren-Mercedes             | 338  |
| 3.  | Charles Leclerc  | 162  | 3.  | Ferrari                      | 322  |
| 4.  | Carlos Sainz Jr. | 154  | 4.  | Mercedes                     | 241  |
| 5.  | Oscar Piastri    | 149  | 5.  | Aston Martin Aramco-Mercedes | 69   |
| 6.  | Lewis Hamilton   | 125  | 6.  | RB-Honda RBPT                | 33   |
| 7.  | Sergio Pérez     | 124  | 7.  | Haas-Ferrari                 | 27   |
| 8.  | George Russell   | 116  | 8.  | Alpine-Renault               | 9    |
| 9.  | Fernando Alonso  | 45   | 9.  | Williams-Mercedes            | 4    |
| 10. | Lance Stroll     | 23   | 10. | Kick Sauber-Ferrari          | 0    |

(A teljes táblázat)

## Statisztikák
- Vezető helyen:
  - Oscar Piastri: 45 kör (1-18, 24-47, 68-70)
  - Lando Norris: 18 kör (50-67)
  - Max Verstappen: 5 kör (19–21, 48-49)
  - Charles Leclerc: 2 kör (22–23)
- Lando Norris 3. pole-pozíciója.
- George Russell 7. versenyben futott leggyorsabb köre.
- Oscar Piastri 1. futamgyőzelme.
- A McLaren 185. futamgyőzelme.
- Oscar Piastri 5., Lando Norris 21., és Lewis Hamilton 200. dobogós helyezése.